# Авл Семпроний Атратин (военный трибун 444 года до н. э.)
Авл Семпроний Атратин (лат. Aulus Sempronius Atratinus) — римский политический деятель, военный трибун с консульской властью 444 года до н. э.
Возможно, сын Авла Семпрония Атратина, консула 497 и 491 годов до н. э.
Вместе с Луцием Атилием Луском и Титом Клелием Сикулом был избран в составе первой коллегии военных трибунов с консульской властью. По словам Ливия, их согласное правление позволило обеспечить мир с соседями, но продолжалось всего три месяца, после чего они сложили полномочия, так как были избраны огрешно. Во время выборов был неправильно поставлен шатер для птицегаданий. Вместо них были избраны консулы, одним из которых стал брат Авла Семпрония Луций.
Вероятно, его сыном был Гай Семпроний Атратин, консул 423 года до н. э.